# Jean-Paul Boyer
Pour les articles homonymes, voir Jean-Paul Boyer (réalisateur) et Boyer.
Jean-Paul Boyer, né le 25 mai 1952, est un historien médiéviste spécialiste de la Provence et du royaume de Naples.

## Biographie
Agrégé, Jean-Paul Boyer a été professeur d'histoire médiévale à l’université de Provence.
Après une thèse sur le Haut Pays niçois à la fin du Moyen Âge publiée en 1990, il entreprend des recherches sur l’histoire de la Provence, en particulier autour des thèmes politico-religieux de l’État angevin de Provence–Naples.

## Publications
- En collaboration avec Martin Aurell et Noël Coulet, La Provence au Moyen Âge, 2005, Publications de l’université de Provence,  (ISBN 9782853996174)
- Bibliographie des travaux de Jean-Paul Boyer dans le catalogue des Regesta Imperii.